# Aritao
Aritao (Bayan ng  Aritao) es un municipio filipino de segunda categoría perteneciente a  la provincia de Nueva Vizcaya en la Región Administrativa de Valle del Cagayán, también denominada Región II.

## Geografía
Tiene una extensión superficial de 265,60 km² y según el censo del 2007, contaba con una población de 34 206 habitantes y 6 276 hogares; 37 115 habitantes el 1 de mayo de 2010

### Barangayes
Aritao se divide administrativamente en 22 barangayes o barrios, 20 de  carácter rural y solamente 2 con carácter urbano: Banganan y la capital.
| - Banganan - Beti - Bone del Norte - Bone del Sur - Calitlitan - Comon - Cutar - Darapidap - Kirang - Nagcuartelan - Población | - Santa Clara - Tabueng - Tucanon - Anayo - Baan - Balite - Canabuan - Canarem - Latar-Nocnoc-San Francisco - Ocao-Capiniaan - Yaway |

## Política
Su alcalde (mayor) es Guillermo M. Peros.

## Historia
Su nombre primitivo de Ajanas fue cambiado posteriormente a Aritao, que proviene de la palabra "Ari-Tau", que significa en el idioma Igorrote (palabra derivada de la raíz golot que en su idioma significa montaña) Nuestro Rey referido a  Mengal.
En enero de 1767 el misionero español Manuel Corripio logró persuadir al rey Ari Igorot Mengal, cuya tribu estaba establecida en las tierras bajas donde hoy se encuentra la sede de este municipio. Más tarde el padre Tomás Gutiérrez consigue la conversión al catolicismo de estas personas.
En 1777 las autoridades de Manila aprueban la incorporación de los lugares adyacentes a Aritao.
El 30 de junio de 1917, por iniciativa del concejal José Alemán, fue creado este municipio.

## Fiestas locales
- La fiesta local se celebra entre los días 20 y 24 de marzo.[5]
- Fiesta patronal, San José, 19 de marzo.